# Lagginhorn

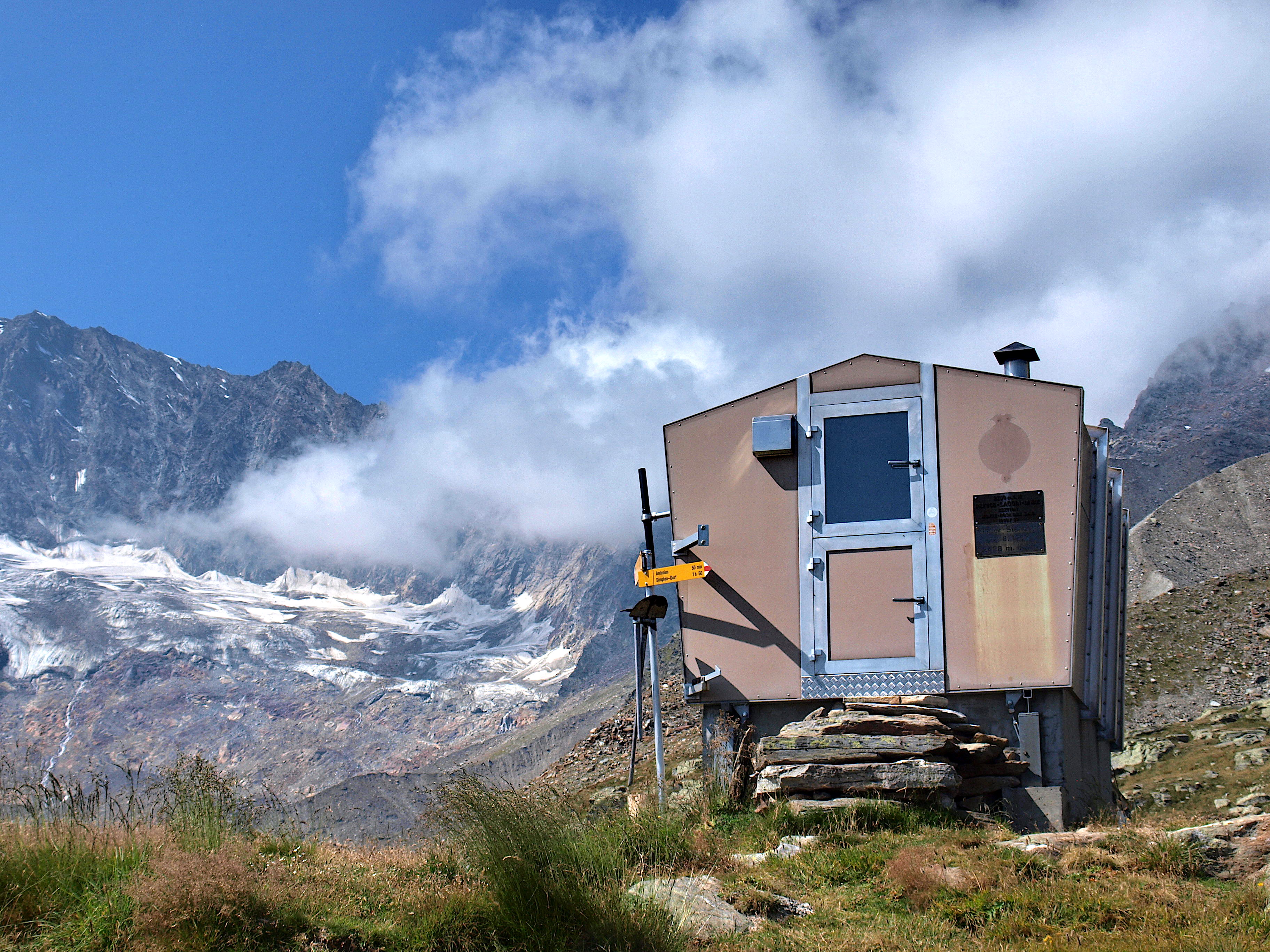
Das Lagginbiwak (2425 m)

Das Lagginhorn ist ein 4010 m ü. M. hoher Berg im östlichen Teil der Walliser Alpen. Sein Gipfel befindet sich im Schweizer Kanton Wallis, wenige Kilometer nördlich der italienischen Grenze. Er gilt als ein «nicht allzu schwierig» zu besteigender Viertausender.

## Geographie
Das Lagginhorn liegt in der Weissmiesgruppe, nördlich des 4013 m ü. M. hohen Weissmies, von dem es durch das 3498 m ü. M. hohe Lagginjoch getrennt ist. Nach Norden führt der Gipfelkamm über das Fletschjoch (3685 m ü. M.) zum Fletschhorn. Im Westen befindet sich der Talort Saas Grund. Nordöstlich verläuft der Simplonpass. Der Gipfelkamm des Lagginhorn ist nicht vergletschert, in seinen Flanken befinden sich aber mehrere kleinere Gletscher: In der Westflanke liegt der Lagginhorngletscher, östlich der Holutriftgletscher, nördlich verläuft der Fletschhorngletscher, im Südwesten der Hohlaubgletscher und südöstlich liegt der Laggingletscher. Im Südgrat liegt der wenig markante Südgipfel (3971 m ü. M.). Im Osten des Lagginhorns fliesst die Laggina durchs Laggintal. Der Fluss trifft in Gondo auf die Diveria.

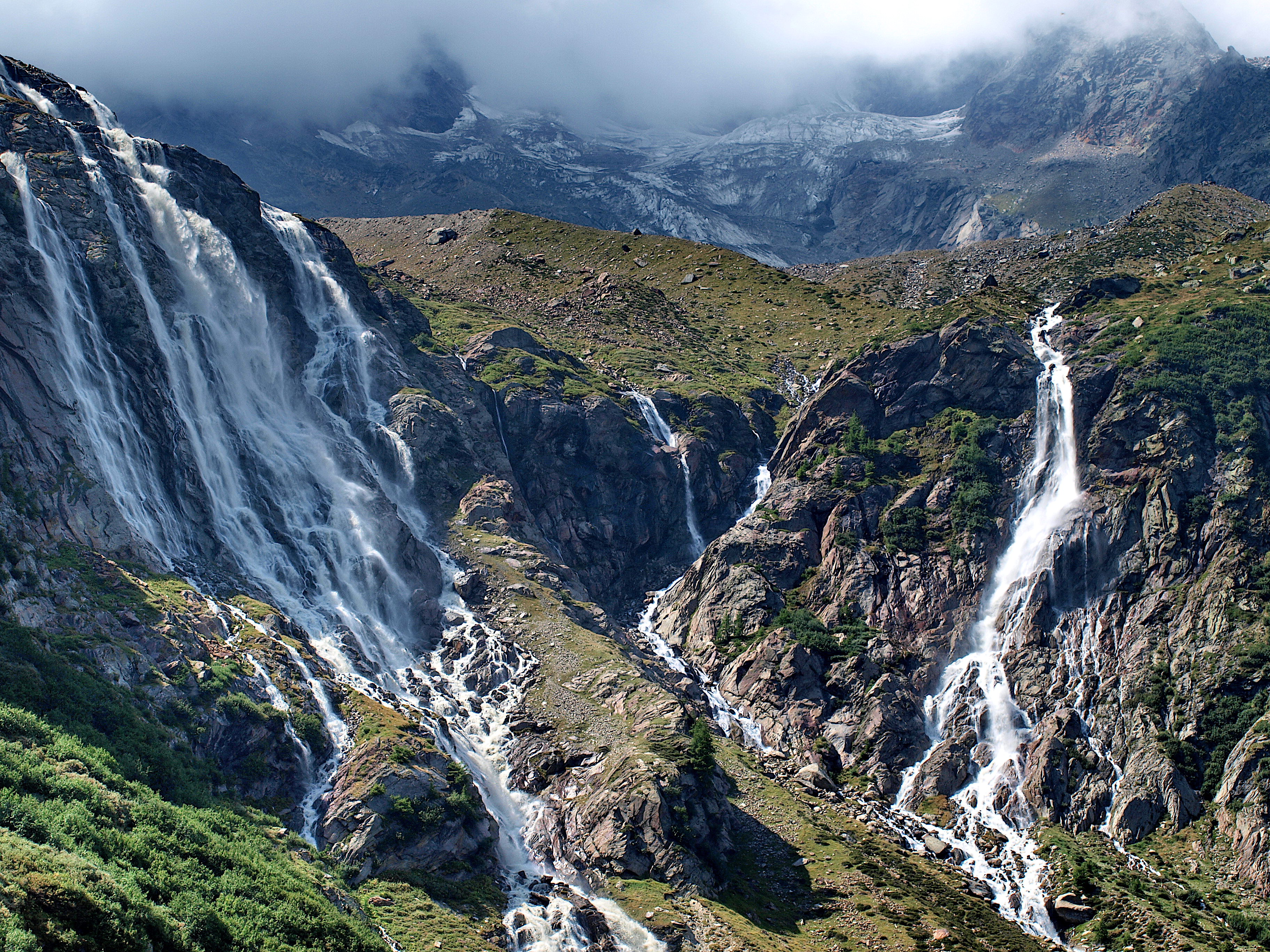
Die Laggina im Laggintal

## Besteigungsmöglichkeiten
Der Normalweg über den Westsüdwest-Grat bietet Kletterschwierigkeit im II. Grad und ist nach der SAC-Berg- und Hochtourenskala mit «wenig schwierig» bewertet. Ein möglicher Ausgangspunkt für eine Besteigung des Lagginhorns ist die Weissmieshütte auf 2726 m. Diese erreicht man am einfachsten über die Seilbahn von Saas Grund bis auf eine Höhe von 2400 m. Ein weiterer möglicher Stützpunkt ist die auf 3101 m gelegene Hohsaashütte, die ebenfalls von Saas Grund erreichbar ist. Die Route führt über den Lagginhorngletscher zum Westsüdwest-Grat, der bis zum Gipfel verfolgt wird.
Eine weitere oft begangene Route ist die Überschreitung über das Fletschhorn in das Fletschjoch, von dort über den Nordgrat zum Gipfel des Lagginhorns (II+, WS+ bzw. ZS).
Vom Lagginjoch führt über den Südgrat eine Kletterei im III. Schwierigkeitsgrad.

## Besteigungsgeschichte
Die Erstbesteigung wurde am 26. August 1856 durch Edward Levi Ames mit drei weiteren Engländern und den Führern Franz-Josef Andenmatten, Johann Josef Imseng und drei weiteren Saaser Führern über den heutigen Normalweg unternommen.
Die Überschreitung über das Fletschhorn und den Nordgrat erfolgte am 27. Juli 1887 durch W. A. B. Coolidge mit mehreren Führern.  Der Südgrat wurde erstmals am 11. August 1883 begangen.